# Andreas Walther I
Andreas Walther I (* um 1506 in Breslau; † um 1568 ebenda) war ein deutscher Bildhauer und kurfürstlicher Büchsenmacher. Zur Abgrenzung gegenüber anderen tätigen Künstlern gleichen Namens wie Andreas Walther II (Bildhauer, 1534 bis 1584) und Andreas Walther III (Bildhauer, 1550 bis 1592) wird er als Andreas Walther I oder Andreas Walter I. bezeichnet.

## Leben
Er entstammt einer schlesisch-sächsischen Künstlerfamilie. Andreas Walther I wurde als zweiter Sohn von Hans Walther I in Breslau geboren. Er ist der jüngere Bruder von Christoph Walther I und der Vater von Christoph Walther II (1534–1584) und Andreas Walther II (um 1535–1581). In seiner Kindheit musste er für seinen Vater bei der Ausführung bildhauerischer Werke mitarbeiten. So erlernte er zusätzlich das Bildhauerhandwerk sowie das Schnitzen und wirkte an verschiedenen Objekten der Familie mit.
Später erlernte er das Handwerk eines Büchsenmachers in Breslau und wurde anerkannter Büchsenmachermeister. Er reparierte Jagdgewehre für den Kurfürsten Georg II. und wurde zum Kurfürstlichen Büchsenmachermeister ernannt. Eine Rechnung der Elisabethkirche in Breslau vom 27. Juli 1546 belegt eine Arbeitsleistung des Büchsenmachermeisters am Turm der Kirche. Er arbeitete für den brandenburgischen und sächsischen Hof, ebenso für adlige und kirchliche Auftraggeber und schuf Figuren, Epitaphe, Grabmäler und Reliefs aus Sandstein, Marmor und Alabaster in und um Brandenburg und Sachsen. Er starb 1568 an der in Breslau wütenden Pest.

## Werke (Auswahl)

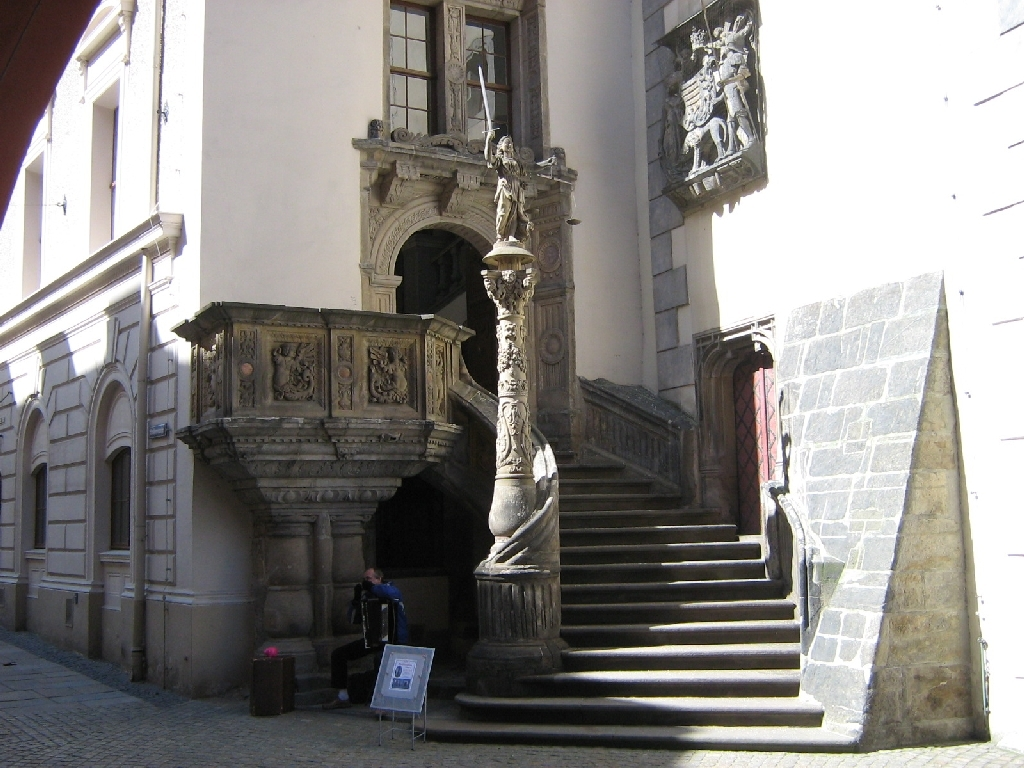
Verkündigungskanzel am (alten) Rathaus von Görlitz, Reliefplatten vom Bildhauer Andreas Walther I

- 1523 bis 1530: Plastischer Fassadenschmuck und ein Prunkportal am Haus Zur Goldenen Krone Ringstrasse 29, Breslau.
- 1526 bis 1530: Plastischer Fassadenschmuck und ein Prunkportal am Haus des Königlichen Rentmeisters Heinrich Rybisch in der Junkernstraße (heute: Ul. Ofiar Oswiecimskich) 2, Breslau.
- 1527: Plastischer Schmuck am Kapitelhaus in Breslau.
- 1528: Prachtportal Flur zur Ratsstube des Rathauses Breslau.
- 1533: Epitaph für Domherr Stanislaus Sauer in der Kreuzkirche Breslau.
- 1534 bis 1539: Grabmal für den Königlichen Rentmeister Heinrich Rybisch in der Elisabethkirche Breslau.
- 1534: Epitaph für Bischof Johannes V. im Dom zu Breslau.
- 1534: Gedenktafel, Sandstein, betreffs des Absturzes des Turmes der Elisabethkirche Breslau im Jahr 1529.
- 1535: Epitaph für den Geistlichen Peter Rindfleisch in der Elisabethkirche Breslau.
- 1536: zwei  Prunktürgewände im Schloss Brieg.
- 1537: Prachtportal, Burg Schweidnitz.[1]
- 1537 bis 1538: Reliefplatten für die Verkündigungskanzel am (alten) Görlitzer Rathaus.[2]
- 1539: Epitaph für Bischof Jakob von Salza in der St.-Jakobus-Kirche Neiße.
- 1549 bis 1554: Diverse Bildhauerarbeiten am Schloss Brieg im Auftrag von Herzog Georg II. von Brieg (Brandenburg).
- 1550: Epitaphien (Sandstein) für die Bürgermeister Peter Horle und Andreas Clement Nikolaikirche Breslau.
- 1555: Familienepitaph des Breslauer Propstes Vincenc Hortensius in der St.-Jakobus-Kirche Neiße.